# Карапанча
Карапанча (рум. Carapancea) — село у повіті Джурджу в Румунії. Входить до складу комуни Ресучень.
Село розташоване на відстані 48 км на південний захід від Бухареста, 30 км на північний захід від Джурджу.

## Населення
За даними перепису населення 2002 року у селі проживали 134 особи, усі — румуни. Усі жителі села рідною мовою назвали румунську.